# گراهام بل (بازیکن فوتبال)
گراهام بل (انگلیسی: Graham Bell؛ زادهٔ ۳۰ مارس ۱۹۵۵) بازیکن فوتبال اهل بریتانیا است.
از باشگاه‌هایی که در آن بازی کرده‌است می‌توان به باشگاه فوتبال پرستون نورث اند، باشگاه فوتبال اولدهام اتلتیک، باشگاه فوتبال ترانمره راورز، باشگاه فوتبال بولتون واندررز، باشگاه فوتبال کارلایل یونایتد، و باشگاه فوتبال هادرزفیلد تاون اشاره کرد.